# Magalie Marcelin
Magalie Marcelin (1962 - Puerto Príncipe, 12 de enero de 2010) fue una abogada, feminista y actriz haitiana.

## Trayectoria
Cuando aún era una adolescente, actuó en un grupo de teatro que utilizaba el escenario un medio para concienciar sobre temas sobre los derechos de las mujeres y la justicia social. Marcelin fue expulsada por el gobierno de Jean-Claude Duvalier. Fue enviada a Venezuela, llegó a Montreal en 1981 y estudió Derecho. Marcelin regresó a Haití tras la marcha de Duvalier en 1986.
En 1987, estableció Kay Fanm (la casa de las mujeres), un refugio para mujeres maltratadas y organización para los derechos de las mujeres. También ayudó a asegurar que las mujeres en dificultades legales relacionadas con la violencia de género recibieran un juicio justo, trabajando pro bono. Marcelin trabajó como asesora para un número de proyectos de desarrollo. En 1997, ayudó a organizar un tribunal internacional en Haití para tratar la violencia contra las mujeres.
Marcelin apareció en las películas Haití en todos nuestros sueños y Anita. Fue la madrina de la hija de la exgobernadora General canadiense Michaëlle Jean.
Falleció a los 47 años en Puerto Príncipe, en el terremoto de 2010 de Haití.

## Filmografía
- Anita (1982)
- Haití en todos nuestros sueños